# Acontia upsilon
Acontia upsilon is een vlinder van de familie van de uilen (Noctuidae). De wetenschappelijke naam van deze soort is voor het eerst voorgesteld als Calophasia upsilon door Francis Walker in een publicatie uit 1865.
De soort komt voor in Kenia en India.